# تقریباً کریسمس
تقریباً کریسمس (انگلیسی: Almost Christmas) یک فیلم کمدی درام به کارگردانی دیوید ای. تالبرت است که در سال ۲۰۱۶ منتشر شد.

## بازیگران
- کیمبرلی الیز
- عمر اپس
- دنی گلاور
- جان مایکل هیگینس
- رومانی مالکو
- مونیک
- نیکول آری پارکر
- جی. بی اسموو
- گابریله یونیون